# Pierre Barbier
Pierre Barbier (* 25. September 1997 in Beauvais) ist ein französischer Radrennfahrer, der auf der Straße aktiv ist.

## Sportlicher Werdegang
Als guter Sprinter erzielte Barbier seit Beginn seiner Karriere zahlreiche Podiumsplatzieren auf internationaler Ebene. 2020 wurde er Rapprofi im damaligen Team Nippo Delko Provence, im selben Jahr feierte bei der Bulgarien-Rundfahrt mit dem Gewinn der dritten Etappe seinen ersten internationalen Sieg. 
Nach Aüflösung des Teams Delko wechselte Barbier 2022 zum Team B&B Hotels-KTM. Nach dessen Auflösung ein Jahr später blieb Barbier ohne Vertrag und kehrte zunächst auf die kontinentale Ebene zurück. 2024 machte er durch Siege bei der Tour of Sharjah und der Ronde de l’Oise mit dem Team Philippe Wagner/Bazin auf sich aufmerksam. Zur Saison 2025 war er einer von zwei Fahrern, die im Zuge der Fusion mit dem Team Bingoal WB in das UCI ProTeam übernommen wurden.

## Erfolge
2020
- eine Etappe Bulgarien-Rundfahrt

2024
- eine Etappe und Punktewertung Tour of Sharjah
- Gesamtwertung, zwei Etappen und Punktewertung Ronde de l’Oise